# 아카사키촌 (니가타현)
아카사키촌(赤崎村)은 니가타현 나카우오누마군에 설치되었던 촌이다. 현재의 쓰난정에 해당한다.